# 下黒川
下黒川（しもくろがわ）は、愛知県北設楽郡豊根村の大字である。

## 地理
豊根村の中部に位置する。小字が設置されているが丁目は設定されていない。

### 河川
- 大入川
  - 小田川

### 湖沼
- 新豊根ダム
  - みどり湖

### 小字
| - 字浅草（あさくさ） - 字新井（あらい） - 字入山（いりやま） - 字乳母ケ嶋（うばがしま） - 字追分（おいわけ） - 字大ケ平（おおがだいら） - 字奥（おく） - 字押出（おしで） - 字柿嶋（かきじま） - 字柿ノ平（かきのたいら） - 字上ノ平（かみのたいら） - 字上畑（かみはた） - 字上向（かみむかい） - 字川場（かわば） - 字神田（かんだ） - 字木曽沢（きそざわ） - 字北ノ谷（きたのたに） | - 字胡桃嶋（くるみしま） - 字ケゴヤ（けごや） - 字小田（こだ） - 字小屋ノ沢（こやのさわ） - 字沢上（さわかみ） - 字猪見谷下（ししみやげ） - 字下小田（しもこだ） - 字下々（しもじも） - 字下中（しもなか） - 字ソンデ（そんで） - 字タキ沢（たきさわ） - 字立川原（たちかわはら） - 字寺平沢（てらだいらさわ） - 字寺平（てらだいら） - 字寺向（てらむかい） - 字渡合（どあい） - 字中西（なかにし） | - 字中野（なかの） - 字西牧（にしまき） - 字根山（ねやま） - 字東牧（ひがしまき） - 字檜皮野（ひわの） - 字宝地（ほうじ） - 字本洞（ほんぼら） - 字町沢（まちざわ） - 字松ノ平（まつのたいら） - 字マンバ（まんば） - 字溝畑（みぞはた） - 字宮ノ元（みやのもと） - 字山中沢（やまなかざわ） - 字若栃入（わかどちいり） - 字若栃（わかどち） - 字蕨平（わらびたいら） |

## 歴史
北設楽郡下黒川村を前身とする。
1889年10月1日に三沢、上黒川、下黒川、古真立、坂宇場の各村が合併し豊根村となる。同日、下黒川村廃止。

## 世帯数と人口
2015年（平成27年）10月1日現在の世帯数と人口は以下の通りである。
| 大字   | 世帯数  | 人口  |
| ------ | ------- | ----- |
| 下黒川 | 104世帯 | 244人 |

### 人口の変遷
国勢調査による人口の推移
| 1995年（平成7年）  | 382人 | [ 5 ] |  |
| 2000年（平成12年） | 326人 | [ 6 ] |  |
| 2005年（平成17年） | 313人 | [ 7 ] |  |
| 2010年（平成22年） | 294人 | [ 8 ] |  |
| 2015年（平成27年） | 244人 | [ 2 ] |  |

## 施設
- 豊根村役場
- 豊根郵便局
- 三沢高原いこいの里

## 交通
バス
- おでかけ北設 豊根設楽線・東栄豊根線

道路
- 長野県道・愛知県道74号阿南東栄線
- 愛知県道426号・静岡県道287号津具大嵐停車場線
  - 宝地峠
- 愛知県道428号古真立津具線

## その他

### 日本郵便
- 郵便番号 : 449-0403[3]（集配局：豊根郵便局[9]）。

## 参考資料
- 「角川日本地名大辞典」編纂委員会 編『角川日本地名大辞典 23 愛知県』角川書店、1989年3月8日。ISBN 4-04-001230-5。
- 有限会社平凡社地方資料センター 編『日本歴史地名体系第23巻 愛知県の地名』平凡社、1981年。ISBN 4-582-49023-9。